# Guadalcanal-Riesenratte
Die Guadalcanal-Riesenratte (Uromys porculus) ist ein vermutlich ausgestorbenes Nagetier aus der Gattung der Mosaikschwanz-Riesenratten (Uromys). Sie war auf der zu den Salomonen zählenden Insel Guadalcanal endemisch und ist nur von einem einzigen Männchen bekannt, das vermutlich zwischen 1886 und 1888 gesammelt wurde.

## Merkmale
Der Holotypus hat eine Kopf-Rumpf-Länge von 220 mm, eine Schwanzlänge von 130 mm, eine Hinterfußlänge von 43 mm und eine Ohrenlänge von 43 mm. Das Rückenfell ist rötlich, das Bauchfell gräulich. Der kurze Schwanz hat keine sichtbaren Haare.

## Status
Zwischen den Jahren 1886 und 1888 sammelte der britische Naturforscher Charles Morris Woodford bei Aola auf Guadalcanal das Typusexemplar. 1989 beobachtete Tim Flannery ein Nagetier, auf das die Beschreibung der Guadalcanal-Riesenratte zutreffen könnte. Einen zuverlässigen Nachweis konnte er jedoch nicht erbringen. Von Einheimischen hörte Tim Flannery Geschichten über eine große bodenbewohnende Ratte namens Kopa, die in Höhlen lebte und bis in die 1960er-Jahre beobachtet wurde. Vermutlich beziehen sich die Geschichten über die Kopa auf die Guadalcanal-Riesenratte. Die genauen Ursachen des Rückgangs und vermutlichen Aussterbens sind unbekannt. Entwaldung, Überjagung, Übertragung von Krankheiten, die durch invasive Tierarten eingeschleppt wurden, sowie die Nachstellung durch verwilderte Hauskatzen haben wohl eine entscheidende Rolle beim Verschwinden der Art gespielt.